# Jonathan Tehau
Jonathan Tehau (9 de enero de 1988 en Papeete) es un futbolista francopolinesio que juega como mediocampista en el AS Pirae de la Primera División de Tahití.

## Carrera
Debutó en 2010 en el AS Tamarii. En 2012 fue traspasado al AS Tefana, pero luego de seis meses regresaría al Tamarii. Previo a la Copa FIFA Confederaciones 2013, firmó con el AS Dragon para jugar en la Liga de Campeones de la OFC y así tener más rodaje. Finalizada la competición, volvió al AS Tamarii para nuevamente firmar con el Dragón, que disputaba otra vez la Liga de Campeones. En 2014 regresó al Tefana.

### Clubes
| Club       | País               | Año             |
| ---------- | ------------------ | --------------- |
| AS Tamarii | Polinesia Francesa | 2010 - 2012     |
| AS Tefana  | Polinesia Francesa | 2012            |
| AS Tamarii | Polinesia Francesa | 2013            |
| AS Dragon  | Polinesia Francesa | 2013            |
| AS Tefana  | Polinesia Francesa | 2014 - 2017     |
| FC Niutao  | Tuvalu             | 2018 - Presente |

### Selección nacional
Su debut en representación de Tahití se produjo en una serie de amistosos ante Nueva Caledonia en 2011, con motivo de preparación para los Juegos del Pacífico. Fue parte del plantel que conquistó la Copa de las Naciones de la OFC 2012. Además, disputó la Copa FIFA Confederaciones 2013 en la que marcó el único gol tahitiano ante Nigeria.